# Zilverpareltapaculo
De zilverpareltapaculo (Acropternis orthonyx) is een zangvogel uit de familie Rhinocryptidae (tapaculo's).

## Verspreiding en leefgebied
Deze soort komt voor van Venezuela tot Peru en telt twee ondersoorten:
- A. o. orthonyx: van centraal Colombia tot noordwestelijk Venezuela.
- A. o. infuscatus: oostelijk Ecuador en noordelijk Peru.

## Status
De grootte van de populatie is niet gekwantificeerd maar de soort wordt omschreven als schaars tot vrij algemeen maar wel met een versnipperde verspreiding. Op de Rode lijst van de IUCN heeft deze soort de status niet bedreigd.